# Außernzell
Außernzell – miejscowość i gmina w Niemczech, w kraju związkowym Bawaria, w rejencji Dolna Bawaria, w regionie Donau-Wald, w powiecie Deggendorf, wchodzi w skład wspólnoty administracyjnej Schöllnach. Leży ok. 21 km na południowy wschód od Deggendorfu.

## Demografia
| Rok  | Liczba mieszk. |
| ---- | -------------- |
| 1970 | 1 256          |
| 1987 | 1 261          |
| 2000 | 1 435          |
| 2005 | 1 438          |
| 2008 | 1 430          |

### Struktura wiekowa
Dane o ludności z 31 grudnia 2008:
| Opis                                | Ogółem | Ogółem | Kobiety | Kobiety | Mężczyźni | Mężczyźni |
| ----------------------------------- | ------ | ------ | ------- | ------- | --------- | --------- |
| Jednostka                           | osób   | %      | osób    | %       | osób      | %         |
| Populacja                           | 1430   | 100    | 720     | 50,35   | 710       | 49,65     |
| Wiek przedprodukcyjny (0–17 lat)    | 290    | 20,28  | 138     | 9,65    | 152       | 10,63     |
| Wiek produkcyjny (18–65 lat)        | 910    | 63,64  | 438     | 30,63   | 472       | 33,01     |
| Wiek poprodukcyjny (powyżej 65 lat) | 230    | 16,08  | 144     | 10,07   | 86        | 6,01      |

## Zabytki
- Kościół pw. Wniebowstąpienia NMP (Mariae Himmelfahrt)

## Polityka
Wójtem gminy jest Michael Klampfl, wcześniej urząd ten obejmował  Josef Färber, rada gminy składa się z osób 12.
|      | CSU | SPD | FWG | JL | Razem |
| 2008 | 4   | 1   | 5   | 2  | 12    |
| 2002 | 6   | 1   | 5   | –  | 12    |

## Oświata
W gminie znajduje się przedszkole (63 dzieci) oraz szkoła podstawowa (5 nauczycieli, 65 uczniów).